# 文玩核桃

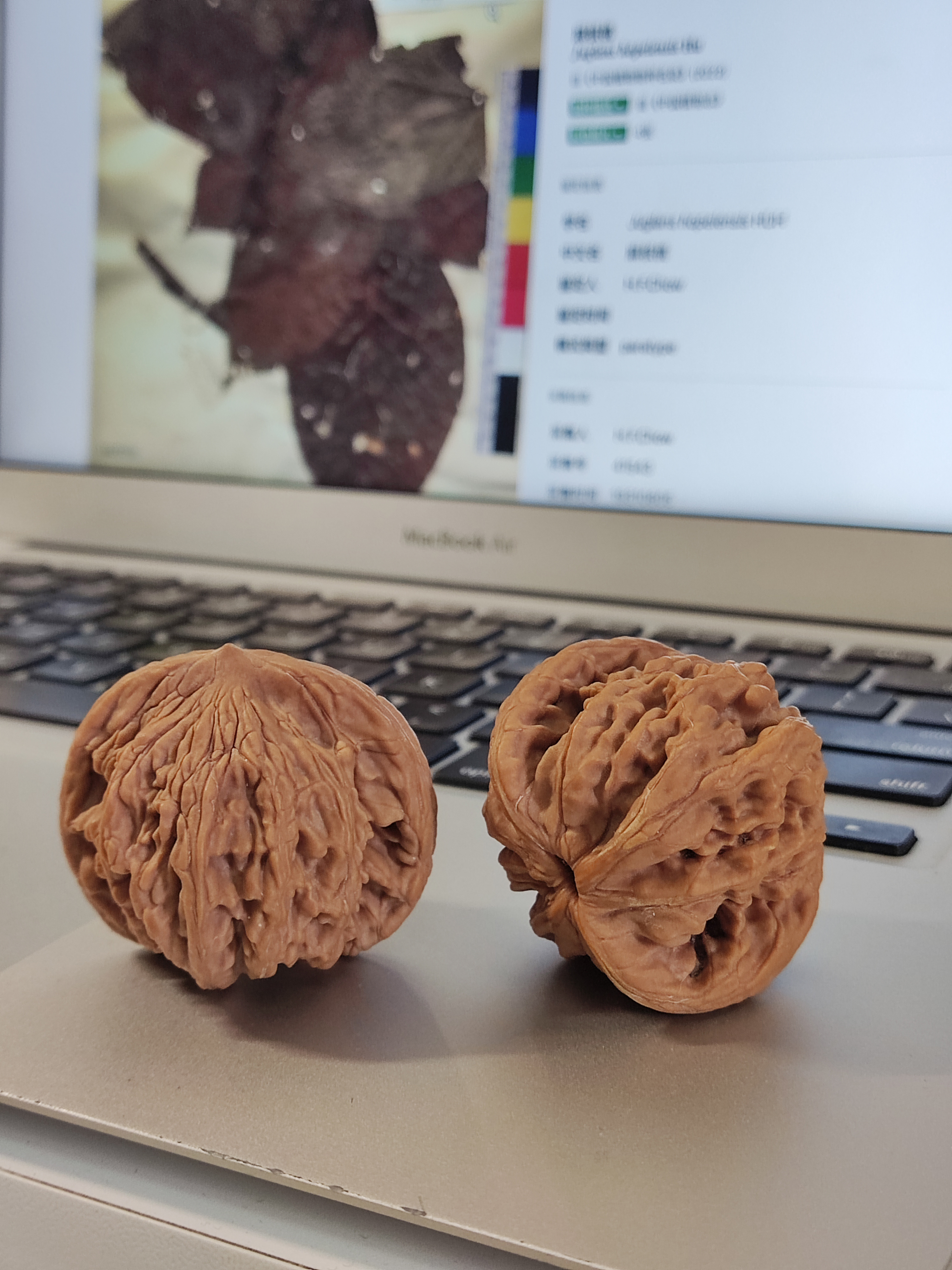
一對新下樹的「白獅子頭」麻核桃果核

文玩核桃也稱揉手核桃，主要取材自具有深刻清晰纹理的山野核桃，是文玩界的一种收藏品。文玩核桃講究配對，即兩隻核桃的大小、形狀、紋理、重量要儘可能一致。

## 起源與發展
文玩行業通常號稱文玩核桃起源于汉朝，然而並無任何典籍記載支持該說。文玩界流傳明朝天啓皇帝朱由校沉迷核桃、清朝乾隆皇帝弘曆爲文玩核桃作詩等事，均無證據支持。
以核桃、棗核、桃核、橄欖核等爲材料的微雕工藝品，始盛於明朝中期，雕刻題材有歷史故事、詩情畫意、吉祥圖案等。此時的核雕工藝品與今日所說上手把玩的揉手文玩核桃還不相同。目前存世最早的揉手核桃實物來自清宮舊藏，爲清中晚期製品，所用核桃種類也主要是今天已屬小衆的鐵核桃（Juglans sigillata）、楸子（Juglans mandshurica）。事實上，今天最廣爲接受的文玩核桃所使用的麻核桃（Juglans hopeiensis）這一物種本身，遲至1934年才由中國植物分類學奠基人胡先驌發表。
晚清至民國時期，文玩核桃在旗人圈子、梨園行當內流行。改革開放以後，文玩核桃回潮，21世紀逐漸風行，2008年至2013年間火爆，價格亦達到顶峰，亦經歷炒作、崩盤、回溫的過程。

## 產地
核桃的产地在中国分布广泛，但能达到文玩核桃标准的核桃大多来自于京津冀地区，著名產地包括涞水、平谷、门头沟、昌平、蓟县、延庆、涿鹿、房山、易县等地。西北地区也出产文玩核桃，如陕西、山西等。而陕西地区出产的文玩核桃大小纹路与京津冀地区差别较大。相对来说，山西出产的文玩核桃也是传统优良的品种，且越靠近京津冀地区品质越好。

## 品种和纹路
文玩核桃的品种大致分为麻核桃、铁核桃和楸子三种，且以麻核桃爲絕對主流。玩家根據形狀不同，主要分爲雞心、官帽、公子帽、獅子頭四大類，每個大類又可細分爲諸多品類。文玩核桃的細分品類並無嚴格標準，商家亦會根據產地、樹種的不同炮製概念，推出新名稱品類。

## 赌青皮
2006年开始，「赌青皮」的玩法出现并盛行。赌青皮是指買下後尚未去掉青色外果皮的核桃，剝出果核查看纹路和大小，根據配對情況估算核桃市場價值以確定盈虧。赌青皮的玩法分为两种，小玩法是在商販手上买下青皮後當場打開，大玩法则是預先包下整棵树上的青皮，等待成熟后查看结果。